# Шанкараварман
Шанкараварман (д/н — 902) — магараджа Кашмірської держави у 883—902 роках.

## Життєпис
Походив з династії Утпала. Відомості про нього обмежені. Син магараджі Авантівармана, після смерті якого почав боротьбу за владу з братом Сухаварманом. Остаточно затвердився на троні у 885 році.
Спочатку підкорив область Дарвабхісара (між річками Чинаб і Джелам), потім змусив визнати зверхність Прітвічандру, раджи Трігарти в Пенджабі. Невдовзі переміг коаліцію пенджабських раджей Алахани з Гурджари і Лалліясахі з Удбханди. За цим розпачав війну проти Держави Кабулшахів. Спочатку вдалося захопити Кабулистан та більшу частину сучасного Пенджабу.
Потім вступив у протистояння з Махендрапалою I, магараджахіраджею Держави Гуджара-Пратіхарів, за область Карналу. Після перших успіхів зазнав невдачі, відмовившись від Карнали.
У релігійній політиці спочатку переслідував буддистів, які вимушені були тікати під захист західнотибетського царя Одсруна. За цим впроваджував обмеження щодо впливу брагманів в державі, віднявши низку аграхарів. Також для продовження активної зовнішньої політики неоднарозово конфісковував прибутки храмів.
Було вперше закріплено законом бегар (примусову працю) на спорудженні державних і військових будівель або інфраструктурних конплексів (каналів, шляхів тощо). Для зміцнення держави і наповненості скарбниці створив нові установи зі збирання доходів і розробив детальну систему оподаткування. При цьому розширено бюрократичних апарат, починає формуватися прошарок служилої знаті й бюрократії.
Продовжив політику попередника з підтримки мистецтва, розбудови міста та зведення храмів. Заснував власну резиденцію, що назвав Шанкарапур (сучасний Паттан). Разом з дружиною присвятила Махадеві два храми Шанкара Гауреса та Сугандхешвара в Шанкарапурі.
902 року під час походу до Уруша (сучасний округ Хазара в Хайбер-Пахтунхва) зазнав смертельного поранення, від якого помер. Владу спадкував малолітній син Гопалаварман при регентстві матері Сугандхі.